# Бентивольо, Симоне
Симо́не Бентиво́льо (итал. Simone Bentivoglio; род. 29 мая 1985, Пинероло, Пьемонт) — итальянский футболист, полузащитник; тренер.

## Карьера

### Клубная
Свою профессиональную карьеру Бентивольо начал в «Ювентусе». В 2005 году он был отправлен в аренду в клуб «Мантова», который выступал в Серии В. Здесь игрок дебютировал на профессиональном уровне, выйдя на поле в матче с «Моденой» 28 августа 2005 года. Затем в 2006 году «Кьево» заключил сделку с «Ювентусом» и получил часть прав на игрока. В сезоне 2006/07 Бентивольо был арендован клубом «Модена».
Летом 2007 года футболист вернулся в «Кьево». В сезоне 2007/08 Симоне попал в основной состав команды из Вероны, проведя 38 матчей в чемпионате и забив 6 голов. По итогам сезона «Кьево» занял 1 место в Серии В и поднялся в высший дивизион Италии — Серию А. 31 августа 2008 года Бентивольо дебютировал в Серии А, проведя матч против «Реджины». 14 декабря 2006 года итальянский полузащитник в игре с «Интером» забил свой первый гол в Серии А, но это не помогло «Кьево» добиться положительного результата («Интер» выиграл со счётом 4:2). Всего в сезоне 2008/09 игрок провёл 23 матча в чемпионате и забил 1 мяч. В следующем сезоне игрок сыграл 35 матчей в Серии А и 1 раз отметился голом во встрече с «Ливорно» («Кьево» выиграл 2:0).
Первую половину сезона 2010/11 Бентивольо отыграл за «Кьево». С января по июль 2011 года он был арендован клубом «Бари», где футболист провёл 16 матчей в Серии А и забил 2 гола.
24 августа 2011 года официальный сайт клуба «Сампдория» объявил о появлении в составе команды Симоне на правах аренды с возможностью выкупа в конце сезона. В сделку был включен игрок «Сампдории» Паоло Саммарко, который отправился в «Кьево» также в аренду.

### В сборной
Начиная с 2000 года Симоне Бентивольо играл за юношеские сборные Италии разных возрастов. В 2005 году он принял участие в молодёжном чемпионате мира 2005. На нём футболист провёл все 5 матчей, дойдя до четвертьфинальной стадии, где итальянская сборная проиграла команде Марокко. 12 декабря 2006 года Бентивольо дебютировал в составе молодёжной сборной в матче с Люксембургом.